# Vernon Norwood
Vernon Norwood, född 10 april 1992, är en amerikansk friidrottare.

## Karriär
Norwood ingick i det amerikanska lag som blev världsmästare på 4 x 400 meter 2015. Han deltog dock endast i försöksheatet och ersattes av LaShawn Merritt inför finalen.
Vid olympiska sommarspelen 2020 i Tokyo var Norwood en del av USA:s lag som tog brons på 4×400 meter mixstafett. Han erhöll även ett guld efter att ha sprungit försöksheatet på 4×400 meter stafett.
Vid VM i Eugene i juli 2022 var Norwood en del av USA:s lag som tog brons på 4×400 meter mixstafett. Vid OS 2024 tog han guld på 4 x 400 meter och silver på den mixade långa stafetten.